# کاخ شاوور (اردشیر دوم)
کاخ شاوور از کاخ‌های دورانِ هخامنشی و در ۳۵۰ متری غرب آپادانا در شوش واقع است. این کاخ بوسیلهٔ اردشیر دوم بنا گردید.

## موقعیت
در سال ۱۳۴۷ خورشیدی در سمت غربی رودخانه شاوور کاخ جدیدی کشف شد که به سبب همجواری با این رودخانه به همین نام مشهور است. این کاخ دارای تالاری به اندازه ۶/۳۴ *۵/۳۷ متر با ۶۴ ستون است. پایه ستونها از سنگ بوده و دیوارها از خشت ساخته شده‌اند.

## کاوش‌ها
در سال ۱۹۶۸ میلادی (۱۳۴۷ خورشیدی) هنگامی که کشاورزان جهت تسطیح قطعه زمینی در کنارهٔ غربی رود شاوور مشغول به کار بودند، تیغه بولدوزر به ته ستون متعلق به دوره هخامنشی برخورد کرد. طی کاوشهای علمی که در این قسمت انجام شد مساحتی به وسعت ۲۱۰۰ متر مربع از کاخ خاکبرداری گردید و طی خاکبرداری‌ها یک تالار ستوندار و بخش کوچکی از ملحقات آن آشکار شد.
تالار ستوندار مربع شکل و به ابعاد ۶۰/۳۴ × ۵۰/۳۷ متر بوده است و دارای ۸ ردیف ستون است که هر ردیف در اصل ۸ ستون با فاصله معین داشته است. (جمعاً ۶۴ ستون) پایه ستونهای سنگی این تالار ستوندار شبیه پایه ستونهای کاخ آپادانای شوش، امّا در اندازه‌ای کوچک‌تر است و بر روی آنها ستونهای چوبی رنگ آمیزی شده قرار می گرفته است. ارتفاع تقریبی ستونهای چوبی کاخ شاوور ۱۰/۹ متر بوده است.
در وسط دیوار ضلع شمالی تالار درگاهی است که تالار ستوندار را به ایوان شمالی وصل می‌کند. ایوان شمالی ۶۰/۸ × ۹۰/۲۴ متر وسعت دارد و دارای ۲ ردیف ۵ ستونی است. فاصله میان طول تالار ستوندار و ایوان شمالی را اتاقی به ابعاد ۱۰/۷ ×۱۱ متر پر کرده و در سر تا سر دیوار جبهه غربی تالار راهروی باریکی با دو درگاه که در قرینه همدیگر ساخته شده‌اند وجود دارد.